# Feliciano
Feliciano  è un nome proprio di persona italiano maschile.

## Varianti
- Maschili: Feliziano
  - Ipocoristici: Liciano
- Femminili: Feliciana[1][3]

### Varianti in altre lingue
- Francese: Félicien[2]
  - Femminili: Félicienne[3]
- Latino: Felicianus[1][2]
  - Femminili: Feliciana[1][3]
- Polacco: Felicjan[2]
- Portoghese: Feliciano[2]
- Spagnolo: Feliciano[2]
  - Femminili: Feliciana[3]

## Origine e diffusione
Deriva dal nome latino Felicianus, un patronimico a sua volta basato sul nome Felix; il significato può essere interpretato come "appartenente a Felice", "discendente di Felice". 

## Onomastico
L'onomastico del nome può essere festeggiato in memoria di svariati santi, alle date seguenti:
- 24 gennaio, san Feliciano di Foligno, vescovo e martire sotto Decio[4][5]
- 28 maggio, san Feliciano, martire con Emilio, Felice e Priamo in Sardegna (forse identificabili con i santi del 9 giugno[5]
- 9 giugno, san Feliciano, martire a Roma con san Primo sotto Diocleziano[5]
- 29 ottobre, san Feliciano, martire a Cartagine[5]
- 19 novembre, san Feliciano, martire con i santi Severino ed Essuperio a Braine-sur-la-Vesle[5]

## Persone

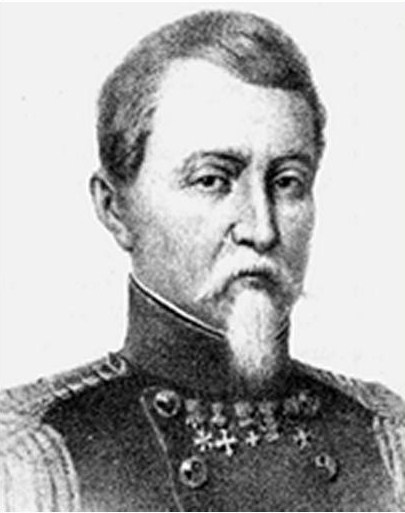
Feliciano Gattinara di Gattinara

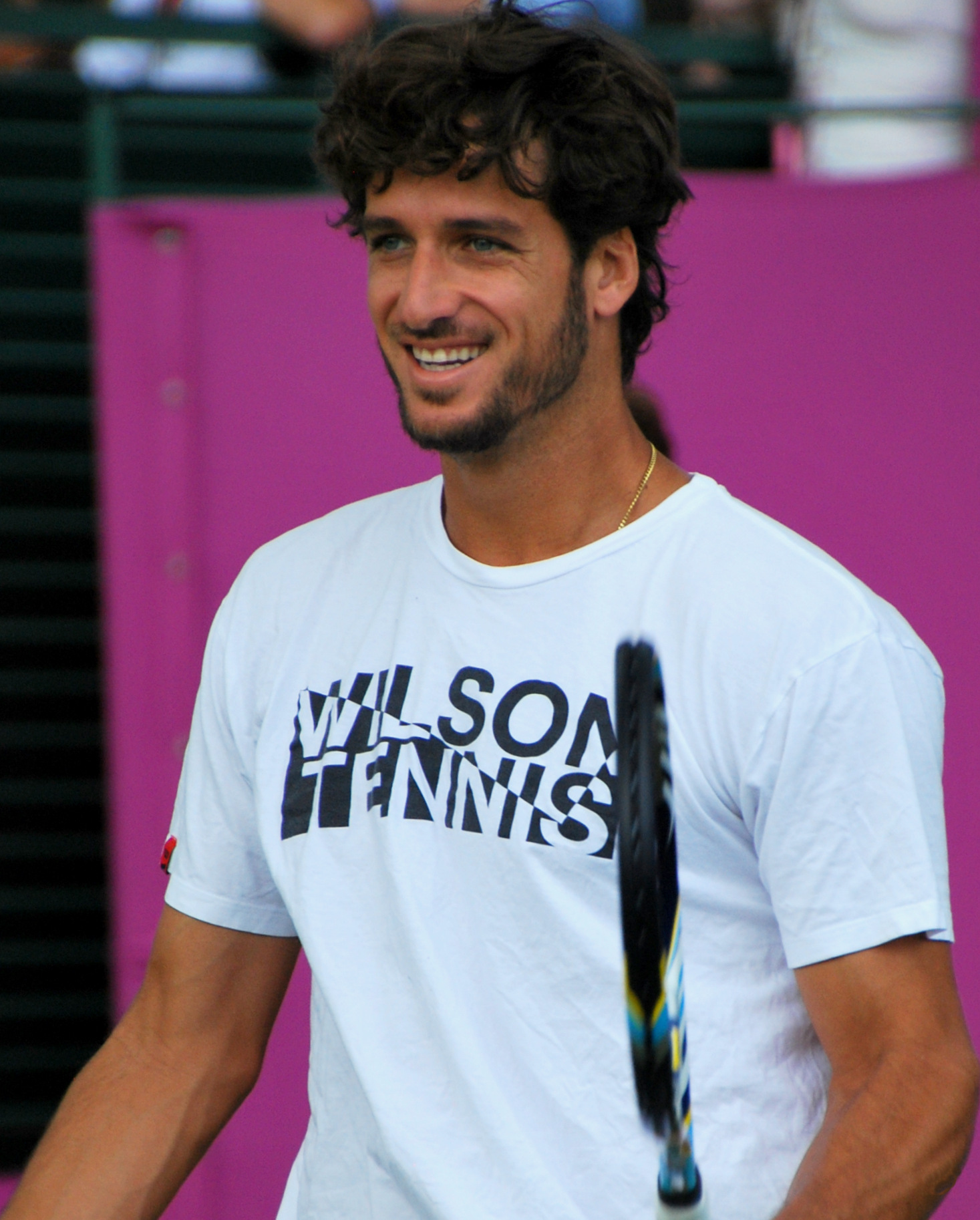
Feliciano López

- Feliciano di Foligno, vescovo e santo romano
- Feliciano Belmonte Jr., politico filippino
- Feliciano Benvenuti, giurista italiano
- Feliciano Gattinara di Gattinara, militare italiano
- Feliciano Granati, politico italiano
- Feliciano Iannella, storico e scrittore italiano
- Feliciano López, tennista spagnolo
- Feliciano Magro, calciatore svizzero naturalizzato italiano
- Feliciano Monti, allenatore di calcio e calciatore italiano
- Feliciano Ninguarda, vescovo cattolico e teologo italiano
- Feliciano Perducca, calciatore argentino
- Feliciano Polli, politico italiano
- Feliciano Rivilla, calciatore spagnolo
- Feliciano Serrao, storico, giurista e docente italiano
- Feliciano Scarpellini, abate e astronomo italiano
- Feliciano Viera, politico uruguaiano

### Variante Felicjan
- Felicjan Kępiński, astronomo polacco
- Felicjan Sławoj Składkowski, medico, politico e generale polacco

### Variante Félicien

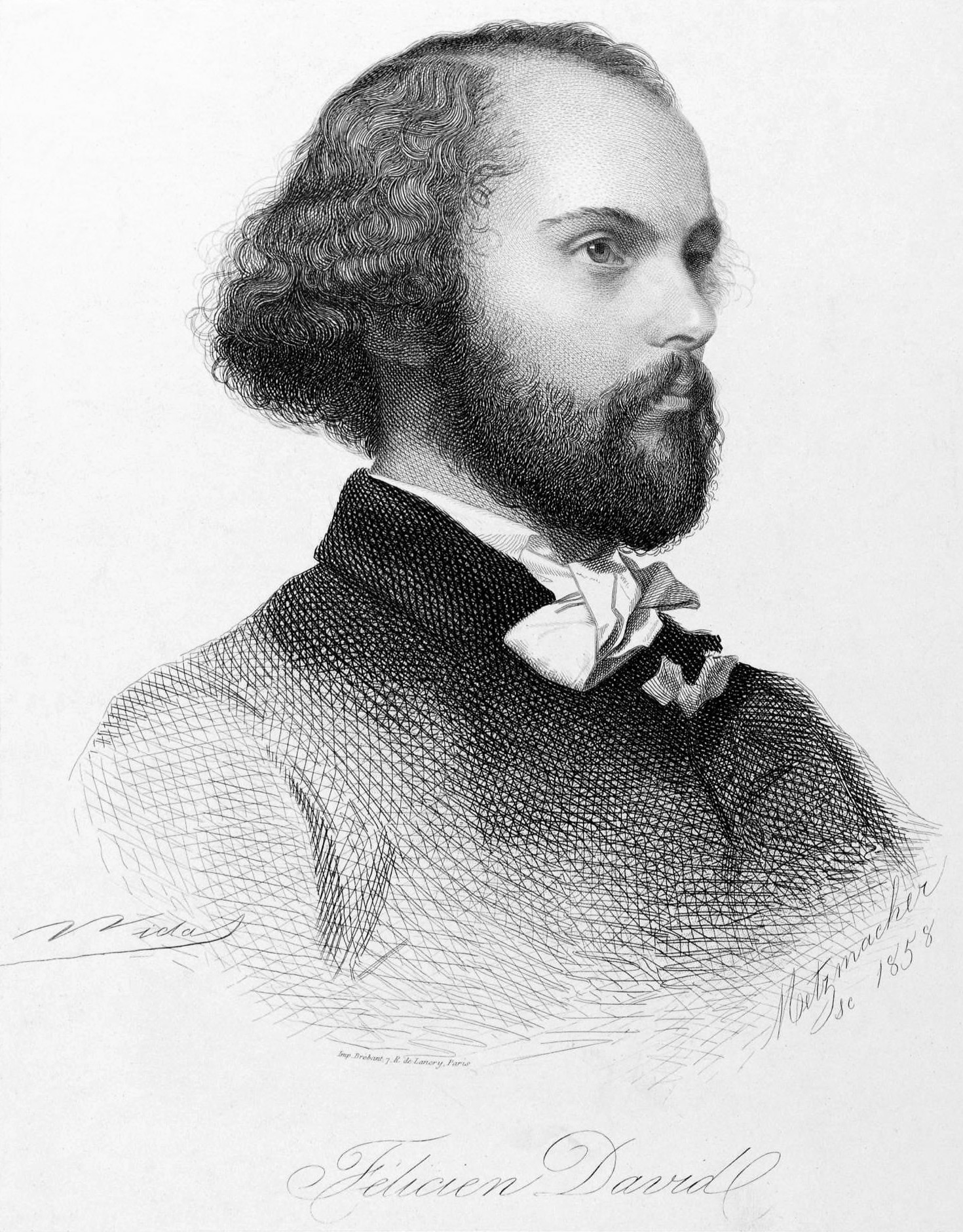
Félicien David

- Félicien Chapuis, medico ed entomologo belga
- Félicien Courbet, pallanuotista belga
- Félicien David, compositore francese
- Félicien de Saulcy, archeologo e numismatico francese
- Félicien Marceau, scrittore e saggista belga
- Félicien Menu de Ménil, compositore ed esperantista francese
- Félicien Rops, pittore, incisore e disegnatore belga
- Félicien Trewey, attore francese
- Félicien Vervaecke, ciclista su strada belga

### Variante femminile Feliciana
- Feliciana Iaccio, conduttrice televisiva italiana

## Il nome nelle arti
- Feliciano Vargas è un personaggio della serie manga e anime Hetalia Axis Powers.